# Propstei Wolfenbüttel
Die Propstei Wolfenbüttel ist eine von 12 Verwaltungseinheiten der Evangelisch-Lutherischen Landeskirche in Braunschweig.

## Geographische Lage
Die Propstei Wolfenbüttel liegt in der Mitte der Braunschweiger Landeskirche. Im Norden grenzt sie an die Propsteien Braunschweig und Königslutter, im Westen an die Propsteien Salzgitter-Lebenstedt und Goslar, im Osten an die Propstei Schöppenstedt.

## Propsteigebiet
Die Propstei Wolfenbüttel ist nicht deckungsgleich mit dem Landkreis Wolfenbüttel. Zur Propstei gehören daher auch Gemeinden aus den anderen Landkreisen und Städten. Umgekehrt gehören auch Teile des Landkreises Wolfenbüttel zu benachbarten Propsteien.

## Kirchengemeinden
Die Propstei Wolfenbüttel umfasst 26 Kirchengemeinden mit 30.900 Gemeindegliedern (Stand Oktober 2010). Es bestehen derzeit 16,25 Gemeindepfarrstellen (Stand Oktober 2010). (Anmerkung: ½ Pfarrstelle bedeutet, dass der Pfarrer einer Gemeinde mit nur 50 % seiner ansonsten verfügbaren Zeit einer Gemeinde zur Verfügung steht.)
- Ahlum-Atzum-Wendessen in Wolfenbüttel
- Apelnstedt in Sickte
- Apostel-Kirche Groß Stöckheim in Wolfenbüttel
- Geitelde in Braunschweig
- Gethsemane-Kirche Fümmelse in Wolfenbüttel
- Halchter in Wolfenbüttel
- Hauptkirche BMV in Wolfenbüttel
- Hötzum in Sickte
- Leiferde in Braunschweig
- Martin-Luther-Kirche Wolfenbüttel
- Michaelis-Kirche Drütte in Salzgitter
- Neindorf in Denkte
- Ohrum
- Sickte
- St. Bartholomäus Dorstadt
- St. Brictius Linden in Wolfenbüttel
- St. Jacobi Adersheim
- St. Johannis Wolfenbüttel
- St. Katharina Groß Biewende
- St. Martin Klein Biewende in Remlingen
- St. Stephanus in Kissenbrück
- St. Jürgen in Wolfenbüttel
- St. Thomas in Wolfenbüttel
- St. Trinitatis in Wolfenbüttel
- Stiddien in Braunschweig
- Versöhnungskirche Wolfenbüttel
- Volzum in Sickte

Kirchengebäude der Propstei Wolfenbüttel
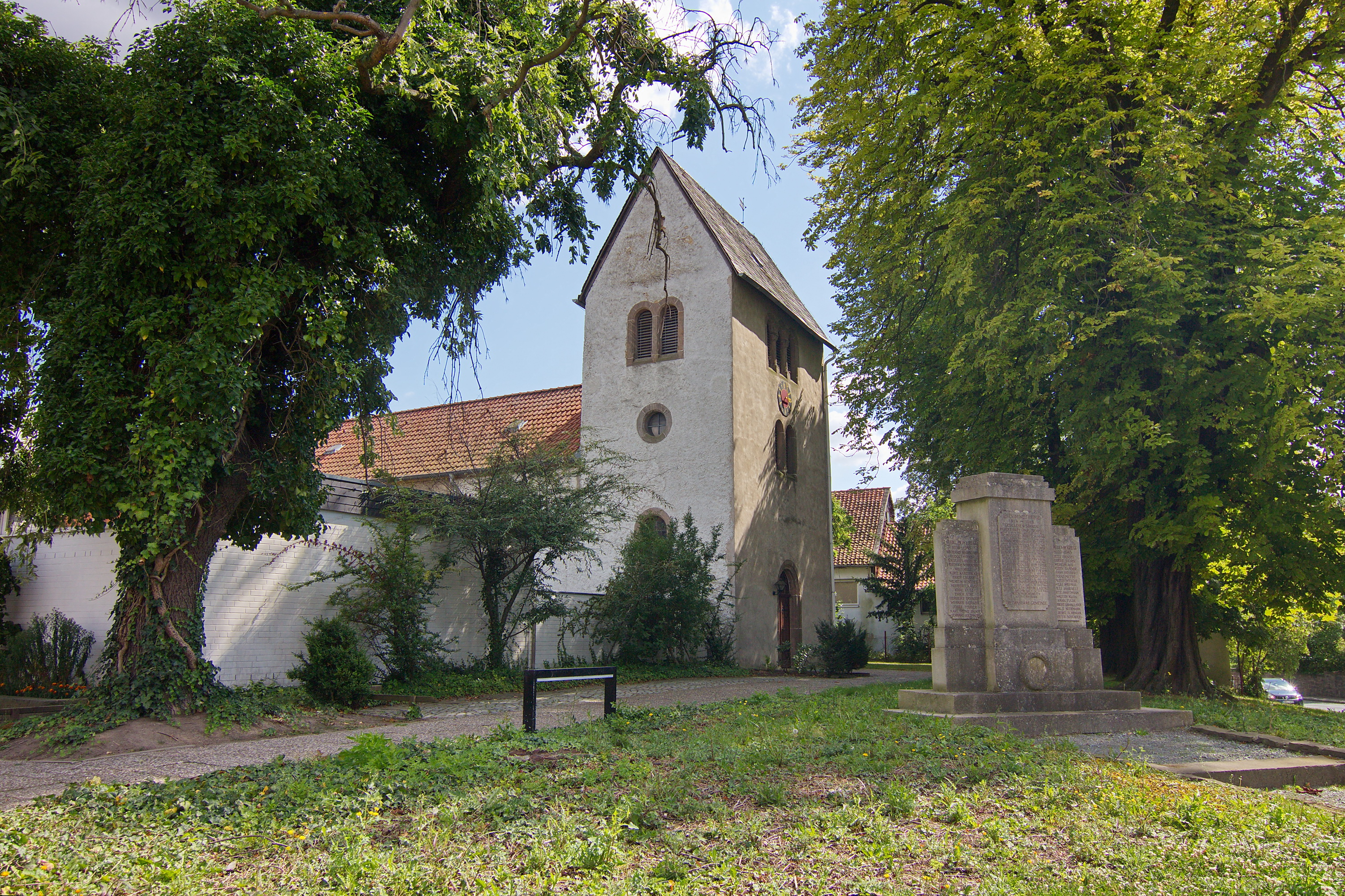
St.-Brictius-Kirche
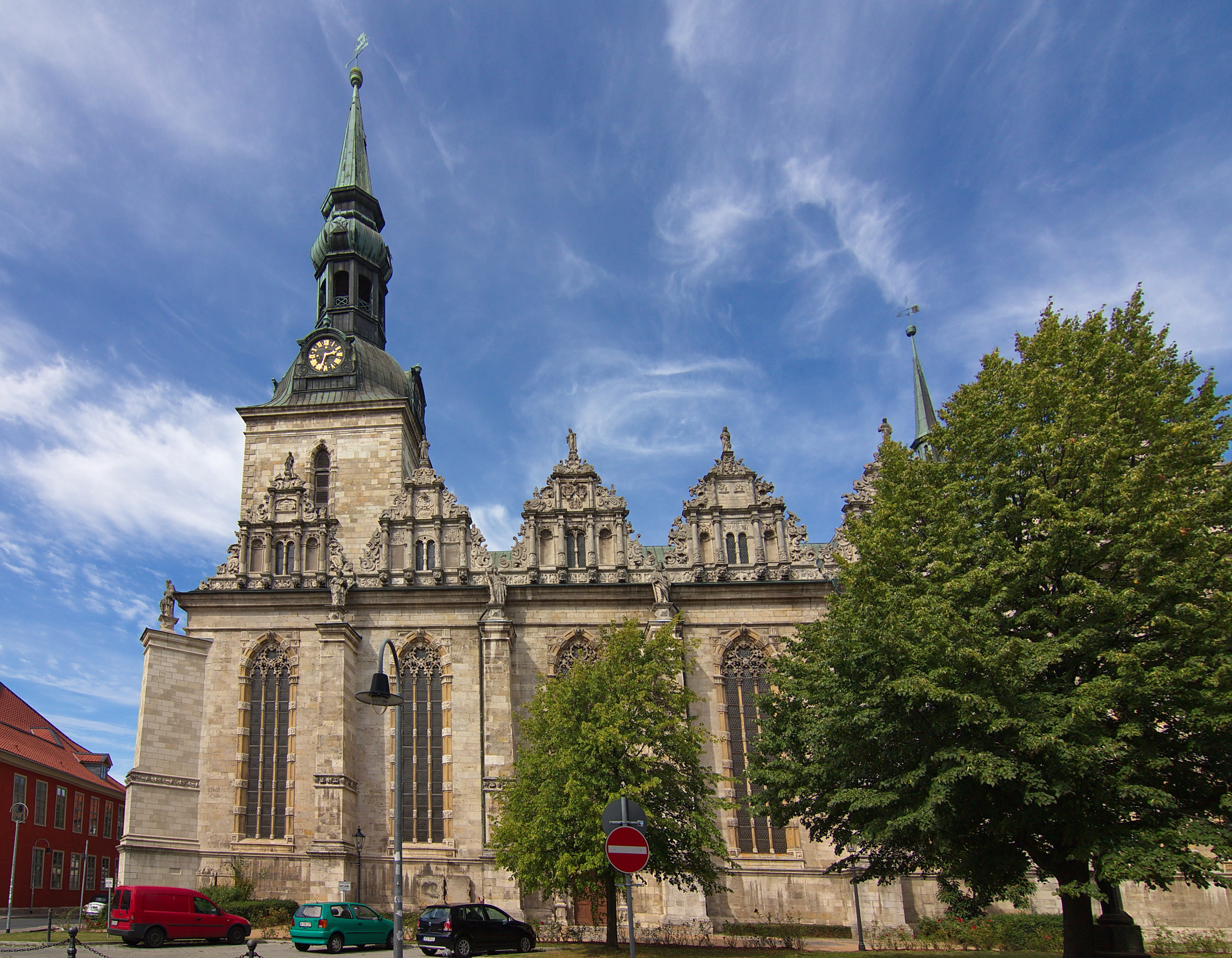
Hauptkirche BMV
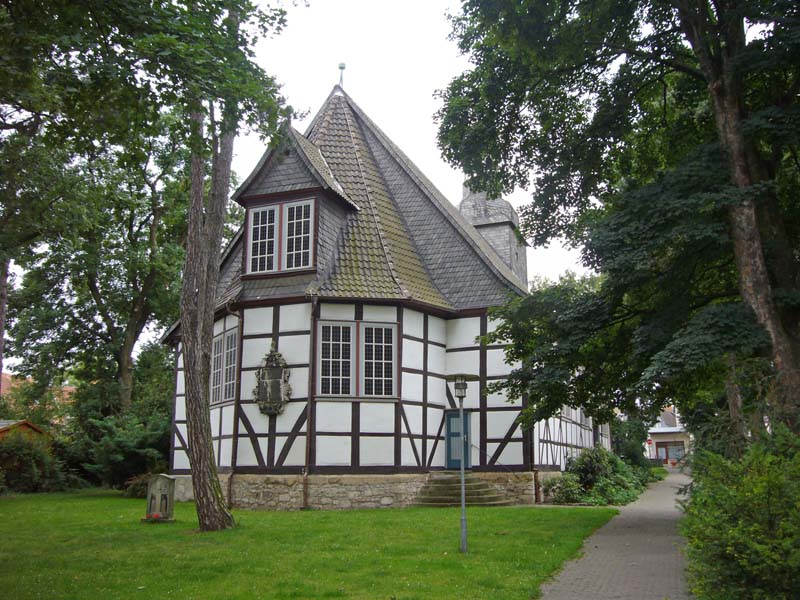
St.-Johannis-Kirche
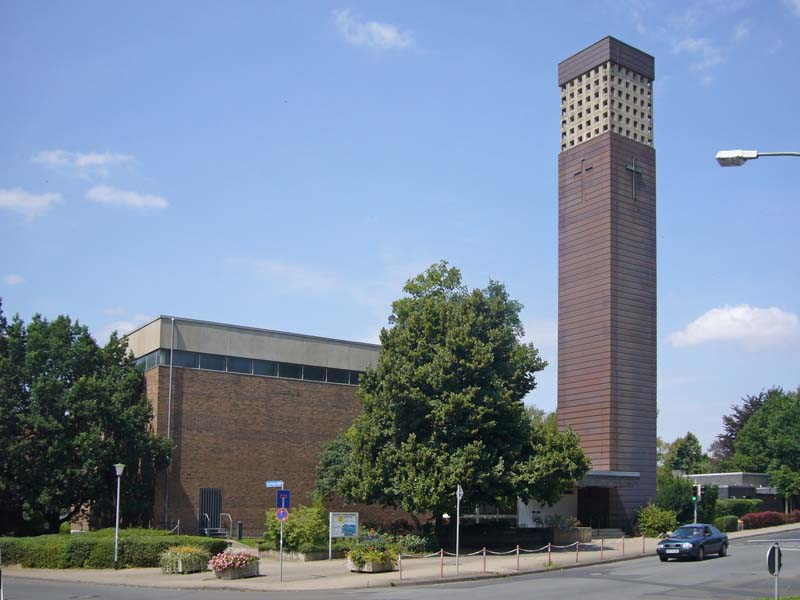
St.-Thomas-Kirche
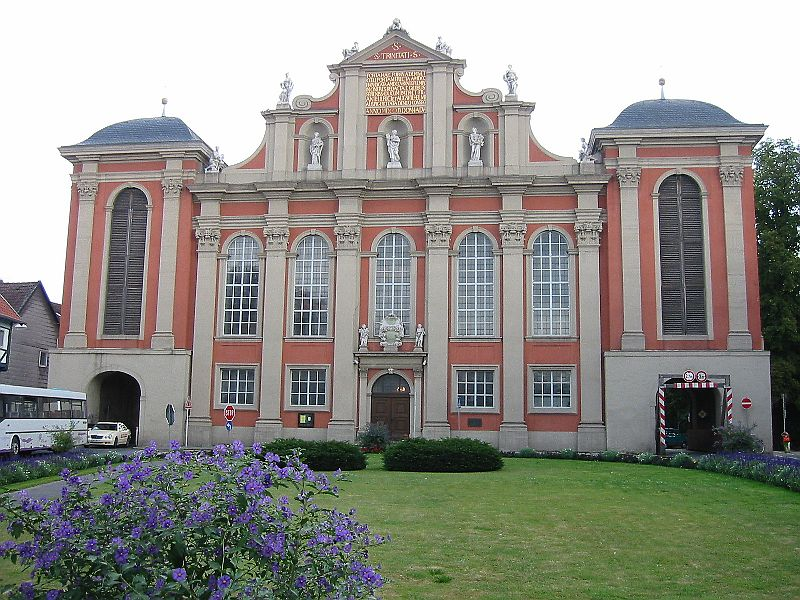
St.-Trinitatis-Kirche
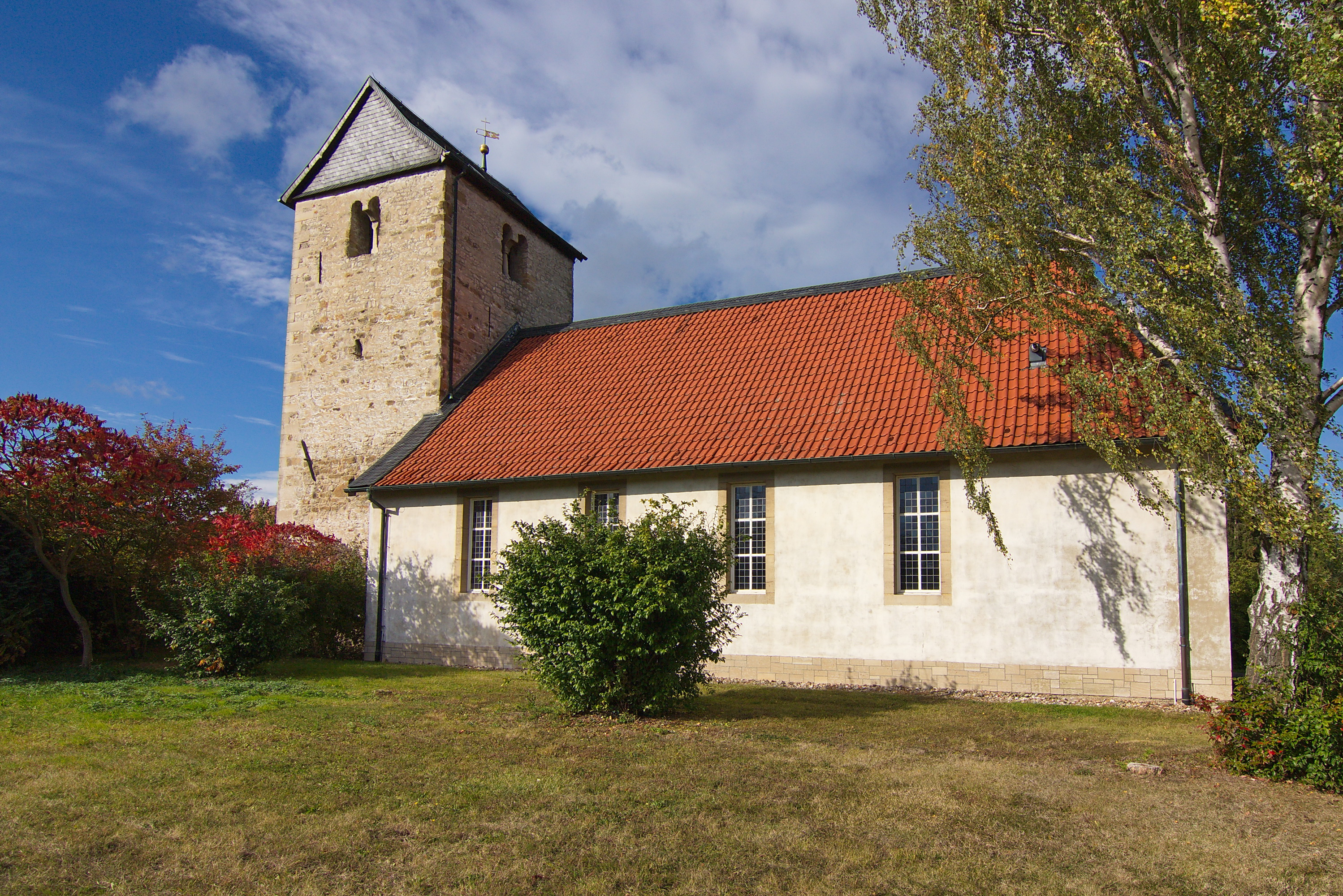
Südlichste Kirche der Propstei Wolfenbüttel, St.-Bartholomäus-Kirche in Dorstadt

## Geistliche Leitung
Die geistliche Leitung der Propstei hat der Propst. Der Amtssitz ist Wolfenbüttel. In Wolfenbüttel befindet sich die Propsteiverwaltung und das Zentrum des von der Propsteisynode gewählten, sieben Mitglieder zählenden Propsteivorstandes, an dessen Spitze der Propst steht. Derzeitiger Propst ist Dieter Schultz-Seitz.

## Propsteisynode
Oberstes Beschlussorgan der Propstei ist die alle sechs Jahre zu wählende Propsteisynode. In diese Synode entsenden die Kirchengemeinden 29 Delegierte, die um zehn berufene Mitglieder sowie die Mitglieder kraft Amtes (Propst und Stellvertreter) ergänzt werden.
Die Propsteisynode wählt die Delegierten der Propstei für die Landessynode.